# 蛇円山
蛇円山（じゃえんざん）は、広島県福山市駅家町にある標高545.5メートルの山。山頂には雨に纏わる神として、高龗神社（たかおかみじんじゃ）が祭られている。備後富士とも呼ばれる。

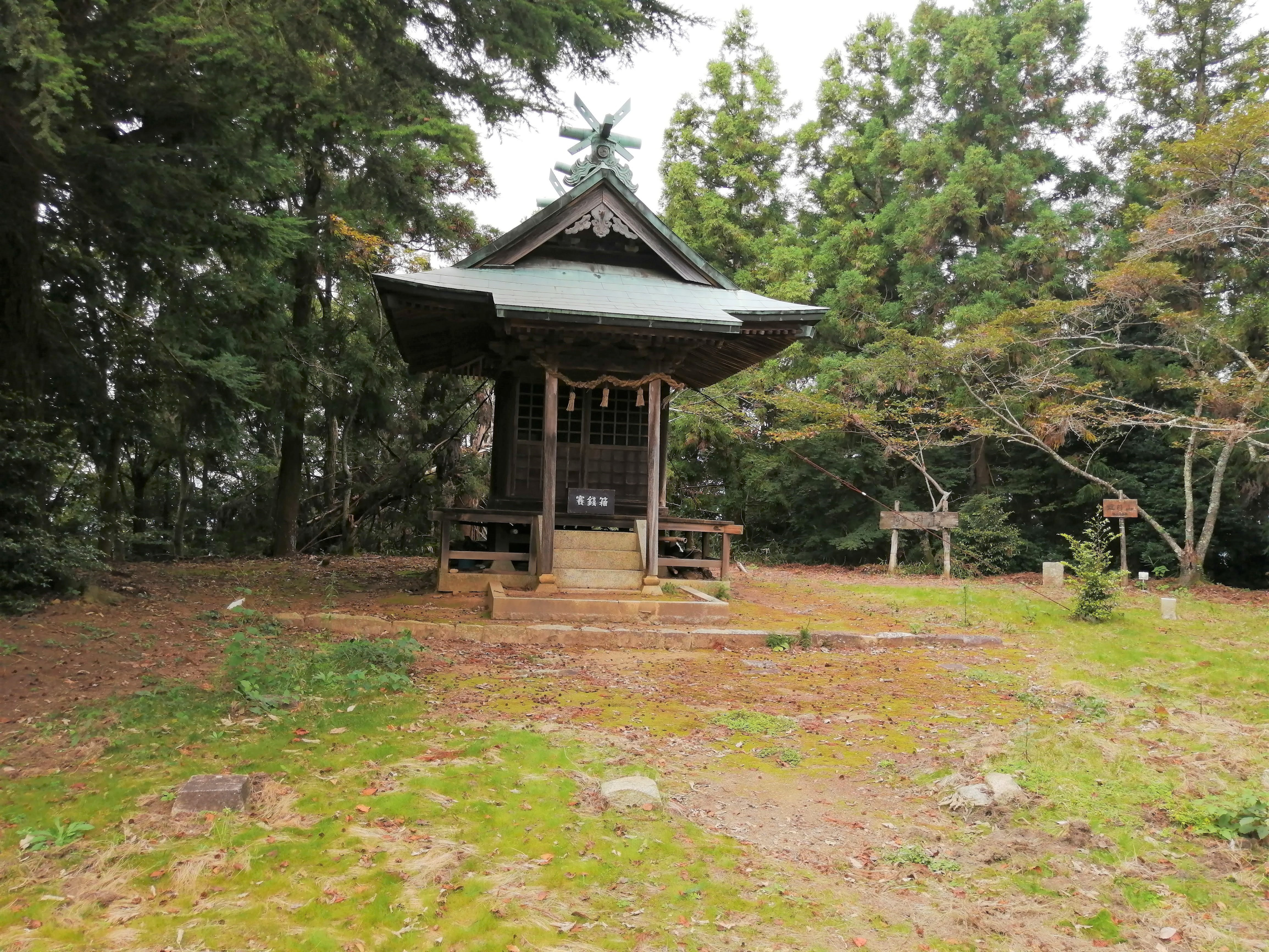
山頂の高龗神社

## 概要
山頂の高龗神社の他に、中腹には平安時代以前より続く岩畳神社がある。山頂広場には土塁を巡らせた女郎屋敷という屋敷があった。山中にも和田屋敷・梶原屋敷と呼ばれる屋敷がかつて存在した。山の北側には原城と呼ばれる山城の遺構も残されている。山頂直下の広場からは、南側への展望が確保され、トイレと水場（飲用不可）が設けられている。山頂の高龗神社は梶原景時が設けたとされる。

## 登山
- 山の南側から山頂下広場までアスファルト舗装の車道が整備されている。新市町から登るコースは、日隈自然公園付近から約3キロで約400M登る急こう配でヒルクライムのコースとして知られており、 年に数回、自転車のプロレーシングチーム『備後しまなみエンシェアレーシングチーム』の声掛けで、清掃活動が行われている。
- 南側の雨木レクリエーション広場前の右手に進んだ場所にある送電線の鉄塔巡視路を徒歩で登ると、途中野呂往還と合流し、山頂手前で車道に合流する[1]。車道をしばらく進むと、左手に再び登山道があり、途中に鬼が百姓の腹を割って腹の中の蕎麦を食べたという伝説が伝わる「腹切坂跡」を通過する[2]。それを進むと高龗神社木製の鳥居があり山頂下広場を経由せずに直接高龗神社の裏手に出る。
- 福山市新市町の渡上橋を渡り、大滝神社から林道を東に進むと急カーブがあり、その先の谷筋を南東側に上ると、蛇円山の尾根の先に到達する[1]。尾根の道は「野呂往還」と呼ばれ、蛇円山の北側にあった藤尾銀山で採掘された銀を運んだとされる[1]。野呂往還を北東側に1100メートルほど登ると標高362メートルの位置で送電線の鉄塔の巡視路に出る[1]。
- 南側の雨木レクリエーション広場前をしばらく右側に下り、数件の集落を過ぎたあたりに復活古道がある。復活古道は途中「カエル岩」を経由したあと、石垣だけ残る民家跡や日和集落跡付近を通過。荒廃した旧生活道路を分枝しながら登り、山頂直下の広場の南東側に出る。

## 特記事項
蛇円山から京ノ上山まで、藤尾ダムを経由して縦走路が存在する。京ノ上山 611m（きょうのうえやま）は、福山市新市町藤尾にあり、福山市で最も高い山である。山頂には戦時中の敵機監視塔が残る。山頂から広がる尾根の先には、福山市の神社で一番高い標高560mに厳島神社がある。京ノ上山への登山道は、新市町の奥の旧藤尾村の入り口となっていた「板橋登山口」から始まる。この登山道には、２月中旬からセリバオウレン、３月中旬からユキワリイチゲ、４月20日頃からヤマブキソウなど、多くの花が咲き乱れ、京ノ上山は「花の山」である。